# جيري توندو
جيري توندو (بالإنجليزية: Jerry Tondo)‏ هو ممثل أمريكي، ولد في 10 أكتوبر 1950 بسان فرانسيسكو في الولايات المتحدة.

## أعمال

### أفلام
- (1998) مولان[2][3][4][5]

## وصلات خارجية
- جيري توندو على موقع IMDb (الإنجليزية)
- جيري توندو على موقع ألو سيني (الفرنسية)
- جيري توندو على موقع ميوزك برينز (الإنجليزية)
- جيري توندو على موقع أول موفي (الإنجليزية)
- جيري توندو على موقع قاعدة بيانات الأفلام السويدية (السويدية)
- جيري توندو على موقع قاعدة بيانات الفيلم (الإنجليزية)
- جيري توندو على موقع كينوبويسك (الروسية)